# Xianglong (Gattung)
 Xianglong  war eine zu den Leguanartigen (Iguania) zählende Gattung der Schuppenkriechtiere aus der Unterkreide von China. Einzige bekannte Art ist Xianglong zhaoi. Sie ähnelt den rezenten Flugdrachen (Draco), mit denen Xianglong jedoch nicht näher verwandt ist. Die Erstbeschreibung erfolgte durch Li Pipeng et al. im Jahr 2007. Bisher ist der Holotypus (Exemplarnummer LPM 000666) das einzige bekannte Fossil von Xianglong. Es ist auf einer Haupt- und einer Gegenplatte sichtbar sowie komplett und gut erhalten. Aufbewahrt wird es im Paläontologischen Museum von Liaoning.
Mit einer von verlängerten Rippen aufgespannten Flughaut besaß das Reptil die Fähigkeit zum Gleitflug. Der Gattungsname Xianglong kommt aus dem Chinesischen und bedeutet so viel wie „Fliegender Drache“, das Artepitheton zhaoi ehrt Zhao Dayu, einen der Gründer des Paläontologischen Museums in Liaoning.

## Geologischer Hintergrund
| Zhuangchengzi |

| Provinz Liaoning |

Das Fossil wurde in der Zhuanchengzi-Schicht in der Nähe des Dorfes Zhuangchengzi nahe Yizhou in der chinesischen Provinz Liaoning entdeckt. Die Zhuanchengzi-Schicht wird auf 122 bis 120 Millionen Jahre datiert, manchmal werden auch 145 bis 140 Millionen Jahre angegeben. Die Zhuangchengzi-Schicht gehört zur Yixian-Formation, einer Formation der Jehol-Gruppe. Sie besteht größtenteils aus siliziklastischen Sedimentgesteinen, die in Seen zur Ablagerung kamen. Einzelne Lagen aus Tuff und Basalt sind auf vulkanische Aktivität zurückzuführen. Die Yixian-Formation ist für ihre außergewöhnliche Fossilerhaltung, besonders auch für die Überlieferung von Weichteil-Strukturen (bei Xianglong die Flughaut) berühmt, weshalb man sie und auch die Jehol-Gruppe insgesamt als Konservatlagerstätte bezeichnet. Besonders die zahlreichen Funde gefiederter Dinosaurier wie Sinosauropteryx und früher Vögel wie Confuciusornis haben in den letzten zwanzig Jahren zu einem sprungartigen Anstieg des Wissens über die Stammesgeschichte der Vögel im Erdmittelalter geführt.
Das Klima zur Zeit der Ablagerung war wahrscheinlich durch einen Wechsel von warmen, feuchten Regenzeiten und Trockenzeiten gekennzeichnet. Abseits der Seengebiete war das Klima allgemein trockener. Koniferen dominierten die Vegetation; des Weiteren kamen Farne, Schachtelhalme, Bärlappe und selten frühe Bedecktsamer vor. Die gute Erhaltung der Yixian-Fossilien erklärt sich durch ihre rasche Einbettung: Tote Tiere sanken ohne weiten Transport durch Flüsse auf den Grund eines Sees ab und wurden von feinkörnigem Sediment überdeckt. Landtiere wie Xianglong blieben auf dieselbe Art und Weise wie Seebewohner erhalten und werden in den gleichen Schichten gefunden. Die meisten und am besten erhaltenen Fossilien finden sich direkt unter den vulkanisch gebildeten Schichten, da diese schnell verfestigten Ablagerungen darunter liegende Schichten effektiv vom Sauerstoff abschnitten und so Zersetzung durch andere Organismen und Verwesung verhinderten.

## Körperbau
Die Angaben zur Morphologie dieses Gleitreptils orientieren sich am Holotypus (Exemplarnummer LPM 000666), dem einzigen bekannten Fossil von Xianglong zhaoi. Das Exemplar war vermutlich noch nicht ausgewachsen, was sich an nur gering verknöcherten Fußwurzelknochen und dem Fehlen verknöcherter Handwurzelknochen festmachen lässt.
Das gefundene Fossil ist 15,5 Zentimeter lang. Das Lebendgewicht des gefundenen Individuums wird anhand von Vergleichen mit rezenten Echsen der Gattung der Flugdrachen auf 3,95 Gramm geschätzt.
Der gesamte Körper ist durchgängig mit vornehmlich kleinen, körnigen Schuppen bedeckt; Knochenplatten sind am Fossil nicht erkennbar.

### Schädel
Am Schädel sind die kurze, runde Schnauze und die gerundeten Schläfenkanten womöglich weitere Anzeichen auf ein jugendliches Alter des Tieres. Der dorsale Fortsatz des Oberkiefers ist leguantypisch weit vorne gelegen; er bildet mit dem Os jugale eine rechtwinklige Struktur, ein Kennzeichen aller Acrodonta mit Ausnahme der Chamäleons. Die Bezahnung war akrodont, die Zähne sitzen also ohne Zahnwurzel auf der Oberkante der Kiefers. Hinweise hierauf bei Xianglong sind größere Zähne im hinteren als im vorderen Teil der Kiefer. Ein stangenähnlicher Fortsatz des Zungenbeines stützte die große, mit Schuppen bedeckte Kehlfalte. Die vorderen der dreieckigen Zähne sind deutlich kleiner als die hinteren Zähne und haben eine kleinere Basis.
Zur Bestätigung zahlreicher dieser Merkmale sind weitere Fossilien erforderlich, da die abgerundeten Schnauzen- und Schläfenkanten womöglich nur ein Merkmal des Jugendstadiums wiedergeben, und viele Suturen (Schädelnähte) von Schuppen verdeckt sind.

### Skelett
Die Vorderbeine des Fossils sind dünn und nur halb so lang wie die Hinterbeine, ähnlich wie bei zahlreichen rezenten baumbewohnenden Reptilien. Die Elle ist kürzer als die Speiche; die beiden Knochen divergieren voneinander deutlich. Auch die Mittelhandknochen streben voneinander weg. Der vierte Mittelhandknochen ist der kürzeste. Das Schlüsselbein von Xianglong war dünn, stabförmig und gebogen. Das Wadenbein ist sehr viel dünner als das Schienbein. Der erste Zeh ist stark gebogen, der stark verlängerte fünfte Zeh ist abgespreizt, und der fünfte Mittelfußknochen ist mit zwei Haken versehen. Die Phalangenformel (steht für die Anzahl der Knochen in den Fingern) lautet 2-3-4-5-4.
Am 5. bis zum 21. der insgesamt 24 kurzen, procoelen (vorne eingewölbten) Präsakralwirbel (Wirbel vor dem Kreuzbein) sind schmale, seitlich verlängerte Querfortsätze erkennbar. Dahinter finden sich zwei Sakralwirbel (Kreuzbeinwirbel). Der Schwanz weist 50 Wirbel auf und macht mit 9,5 von 15,5 Zentimetern den Großteil der Gesamtlänge aus. Es ist keine Sollbruchstelle für Autotomie vorhanden.

### Flughaut
Das vielleicht auffälligste Merkmal des Fossils ist die nahezu perfekt erhaltene Flugmembran (Patagium), welche ganz ähnlich auch bei der heutigen Gattung der Flugdrachen vorhanden ist. Ausgebreitet hätte die Spannweite der Flughaut beim Holotypus etwa 11,5 Zentimeter betragen, die Fläche der Flughaut beläuft sich auf 16,65 Quadratzentimeter.
Das Patagium wird durch acht stark verlängerte Rippen gestützt, zu denen parallel verlaufende Kollagenfasern nachgewiesen wurden. Die zweite Rippe ist dabei am längsten und dicksten. Sie stützt die „Flügelnase“, die der anströmenden Luft zugewandte Kante des Patagiums, und wird dabei von der angrenzenden ersten Rippe unterstützt. Die nachfolgenden Rippen nehmen an Größe ab, somit verjüngt sich der Rand des Patagiums nach hinten. Die Hinterkante ist sehr dünn und nur durch die Kollagenfasern gestützt, da die Rippen vor diesem Bereich bereits enden. Im Bereich der „Flügelnase“ lassen sich große Schuppen nachweisen; der Rest des Patagiums scheint unbedeckt zu sein. Die Flughaut des Fossils ist halb geöffnet; wahrscheinlich aufgrund der postmortalen Lockerung des normalerweise gefalteten Patagiums.

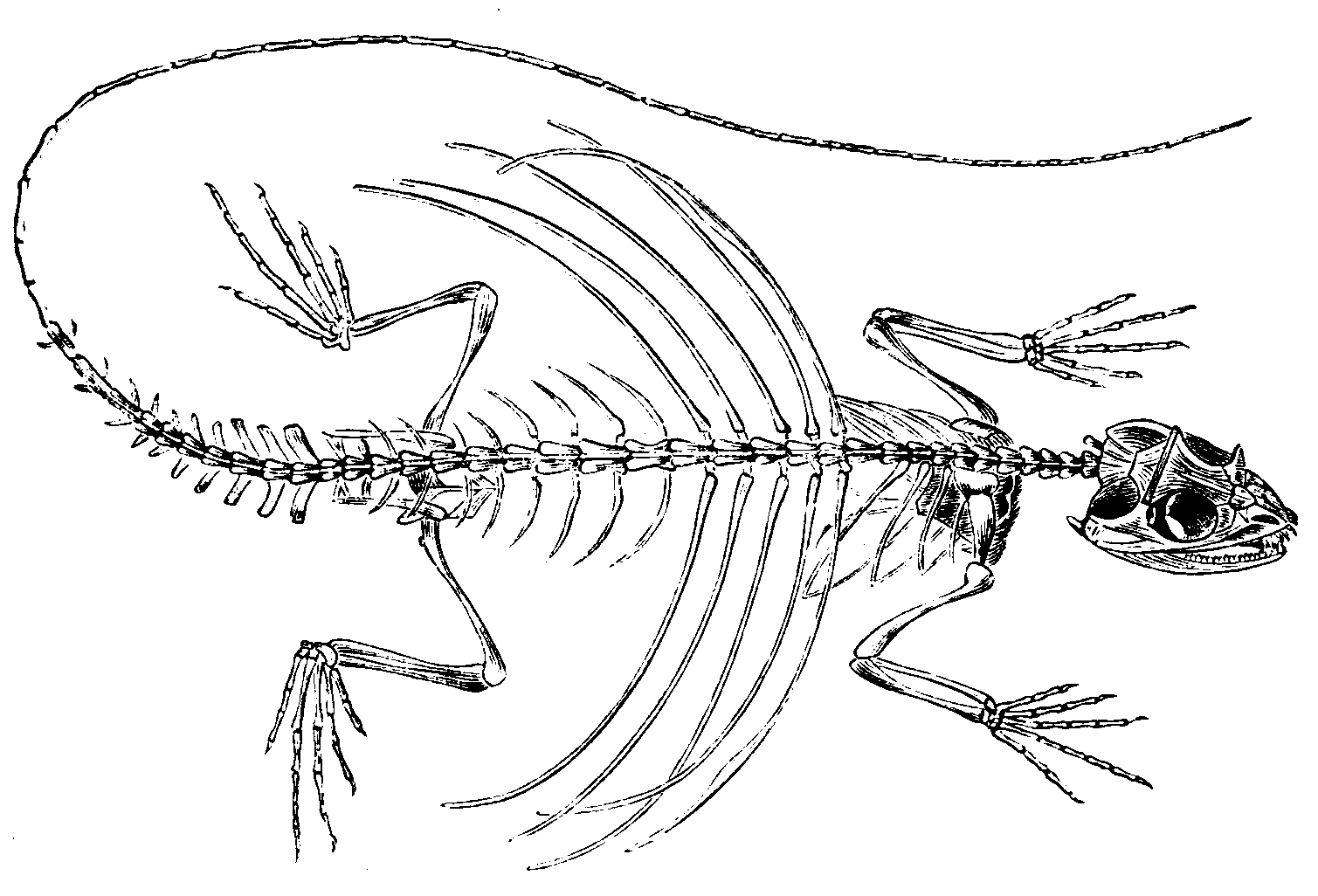
Skelett eines Flugdrachen (Draco) mit verlängerten Rippen

## Paläobiologie
Anders als die Mehrheit der Schuppenkriechtiere (Squamata) war Xianglong zhaoi ein Baumbewohner. Vor allem lange und stark gekrümmte Klauen und Finger sowie die Proportionen zwischen Vorder- und Hinterbeinen sind eindeutige Anpassungen an das Klettern.
Ähnlich den heutigen Flugdrachen und den fossilen Gleitreptilien der Kuehneosauridae und Mecistotrachelos hatte Xianglong – als frühestes bislang bekanntes Schuppenkriechtier mit dieser Eigenschaft – ein von verlängerten Rippen gestütztes Patagium entwickelt. Weitere, vergleichbare Reptilien waren Coelurosauravus, dessen Patagium jedoch durch stabartige Knochenfortsätze gestützt war, und der prolacertiforme Sharovipteryx, dessen Flugmembranen zwischen Torso und Gliedmaßen gespannt waren. Zum Gleiten wurden die Rippen ausgebreitet; im Ruhezustand waren sie an den Körper angelegt. Das Patagium von Xianglong ist als Tragfläche an der Vorderkante dicker und nach außen zugespitzt, ein recht seltenes Merkmal unter gleitfliegenden Landwirbeltieren. Die Flughaut ist nackt und mit Kollagenfasern verstärkt; ein Merkmal, das sonst nur von Flugsauriern und Sharovipteryx bekannt ist.
Die Flächenbelastung des Patagiums von 0,24 Gramm pro Quadratzentimeter ergibt sich aus dem Verhältnis der Fläche zum geschätzten Lebendgewicht des Tieres. Die Gleitmembran war etwa dreimal so lang wie breit. Diese Relationen ähneln denen von schnell fliegenden Vögeln mit guter Manövrierfähigkeit, wie z. B. den Sperlingsvögeln. Der Miterstbeschreiber Xu Xing meint, dass Xianglong vermutlich etwa 50 bis 60 Meter weit gleiten konnte, ähnliche Weiten werden auch für Flugdrachen angegeben.

## Systematik
Xianglong zhaoi ist mit großer Sicherheit den Schuppenkriechtieren zuzuordnen, anhand von Merkmalen wie den procoelen Hals- und Brustwirbeln, dem Fehlen von Gastralrippen und dem stark modifizierten Mittelfußknochen. Es wird vermutet, dass Xianglong ein Mitglied der Acrodonta (Gruppe innerhalb der Iguania zu der die Agamen und die Chamäleons gehören) war, mit unsicherer Stellung. Die Acrodonta zeichnet sich durch die auch bei Xianglong vorhandene akrodonte Bezahnung aus. Eine kladistische Untersuchung konnte die Vermutung bestätigen, das Xianglong Mitglied der Acrodonta war; es wurden etliche Merkmale des Körperbaus mit anderen Reptilien verglichen.
Flugmembranen entwickelten sich innerhalb der Reptilien mehrmals konvergent (voneinander unabhängig), es besteht keine nähere Verwandtschaft zwischen Xianglong und anderen Reptilien mit Patagium. Die Flugdrachen gehören zwar ebenfalls zur Acrodonta, die Verwandtschaft endet jedoch auf Familienebene. Xianglong gehörte wohl nicht zu den Agamen, welche auch die Flugdrachen enthalten.